# Selección de balonmano de los Emiratos Árabes Unidos
La Selección nacional de balonmano de los Emiratos Árabes Unidos es el equipo representativo nacional de balonmano de los Emiratos Árabes Unidos. En 2015 optó por no disputar el mundial de Catar.

## Desempeño
Campeonato Asiático de Balonmano Masculino
| Año  | Posición |
| ---- | -------- |
| 1977 | 9ª       |
| 1991 | 6ª       |
| 1993 | 8ª       |
| 1995 | 6ª       |
| 2004 | 6ª       |
| 2008 | 9ª       |
| 2010 | 11ª      |
| 2012 | 7ª       |
| 2014 | 4ª       |
| 2016 | 7ª       |
| 2018 | 7ª       |
| 2020 | 5ª       |
| 2022 | 9ª       |
| 2024 | 7ª       |

## Plantel
1 Abdulla Alsaffar 
3 Mohammed Almutawa
5 Essa Mohammad
7 Mohammed Albaloushi
8 Yousuf Bilal
10 Rahma Almansouri
11 Shehab Alblooshi
12 Mohammad Altaher 
16 Abderrahman Khamis
17 Waheed Alblooshi
19 Marzooq Albaloushi
22 Ahmed Mohamed
23 Khamis Alsuwaidi
33 Ahmed Aldhanhani
44 Faisal Alblooshi
77 Abdulla Albaloushi
88 Abdulhameed Mohamed
Cuerpo técnico
Entrenador: Zupo Equisoain (España)
Asistente: Oscar Mojer (España)
Entrenador de arqueros: Marko Selakovic (Serbia)
Fisio: Sima Spasevski (Serbia)